# Прокопий (Ивачкович)
Патриа́рх Проко́пий (серб. Патријарх Прокопије, рум. Patriarhul Procopie, в миру Пе́тар Ива́чкович, серб. Петар Ивачковић, рум. Petru Ivacicovici, венг. Ivácskovics Péter; 8 августа 1808, Делиблато — 11 мая 1881, Белая Церковь) — епископ автокефальной сербской Карловацкой патриархии, в 1874—1879 годы — её предстоятель с титулом «Архиепископ Карловацкий и Патриарх Серпски».

## Биография

### Происхождение и ранние годы
Родился 8 августа 1808 года в Делиблато в сербской части Баната в семье священника и получил в крещении имя Петр. Его отец, которого звали Андрей, был родом из Горуи (ныне жудец Караш-Северин, Румыния), но переехал в Делиблато, где служил священником. Его жена была сербкой, в связи с чем будущий патриарх имел двойную сербско-румынскую идентичность. Старший брат будущего патриарха по имени Софроний (1793—1861) также стал священником и был служил в Вршаце (1815—1822) и протоиереем Вердии с резиденцией в Оравице (1829—1847), а также профессором румынского отделения сербско-румынского церковного института в Вршаце (1822—1829). В 1847 году он был назначен протопресвитером Паланки со резиденцией в Белой Церкви. Фамилия представителей данной семьи в разных источниках пишется по разному: Ивачкович (серб. Ивачковић/Ivačković, рум. Ivacicovic, Ivackovic), Ивашкович (рум. Ivașcovici), Ивачковичу (рум. Ivacicoviciu), Ивашку (рум. Ivaşcu), Йовашку (рум. Iovaşcu).
Во времена его юности большая часть Баната находилась под управлением Габсбургов в составе венгерского королевства. В этой этнически разнообразной среде он часто взаимодействал как с сербами, так и с румынскими, которые в то время были объединены под единой Карловацкой митрополией, которой управляли этнические сербы. В некоторых церковных кругах и некоторых исторических источниках Ивачкович описывается как «по-сербски образованный» или, более того, как «сербизированный» этнический румын. В 1888 году в церковном журнале «Biseric’a si Scóla» отмечалось, что Ивачкович был воспитан «нашими братьями сербами», «и именно поэтому мы думали, что он был одним из них». Историк Аурел Мурешяну утверждает, что Ивачкович был «румынским Банатянином», настоящей фамилией которого была Ивашку, к которому был добавлен сербский суффикс, потому что «сербизация румынских имён была модой в Трансильвании и Банате» до 1850 года. Исследователь Цветко Павлович связывает Прокопия с «румынским мятежным» кланом Ивачковичей, которые поселились в Черногорском вилайете как мусульмане. Согласно другим данным эта семья рассматривается как румынизированные сербы. В жалобе на Софрония, старшего брата Прокопия, преподававшего с 1815 года румынский язык в духовной семинарии в Вршаце, было указано, что он «серб по рождению». Как сообщал в 1870 году арадский журнал «Gura Satului», этническая принадлежность семьи не рассматривалась ни как «просто сербская», ни как «просто румынская», причём члены обеих общностей отвергали их. Однако тот же источник утверждал, что Ивашки были «старой румынской семьёй». В книге 1906 года румынский историк Николае Йорга назвал Прокопия «сербом Ивачковичем», что также встречается в статье Йоана Руссу-Ширяну 1909 года, который далее утверждает, что епископ «не мог говорить по-румынски». В своих мемуарах 1920-х годов писатель Йоан Славичи описывает епископа как «Банатянина, который не говорил по-настоящему по-румынски, но считался румыном». Историки Деян Микавица и Горан Васин также предполагают, что Ивачкович был сербом, хотя и «знаком с румынским языком, и воспринимался румынами как их епископ». Михай Спариосу констатировал, что оценивать Прокопия (Ивачковича) и его семью надо «не с точки зрения той или иной национальной истории, а как выдающегося представителя межкультурной истории культурно разнообразного пограничного региона».
Петр окончил начальную школу в родном селе, затем учился в немецкой школе в Ковине и Вршаце, затем в гимназии в Оравице и Нови-Саде. Он изучал философию в Кежмароке и юриспруденцию в Шарошпатаке. Окончил православную духовную семинарию в Вршаце.
В 1835 году на Петровдан был пострижен в монашество с наречением имени Прокопий. Работал учителем в богословской школе в 1835—1844 годах.
Митрополит Стефан (Станкович) возвёл его в сан архидиакона, а митрополита Иосиф (Раячич) в 1843 году — в синкелла и протосинкелла. Образованный в самых важных центрах православия в империи, Вршец (ныне Вршац) и Карловиц (ныне Сремски-Карловцы), Прокопий (Ивачкович) становится важным сербским учёным по образованию, но румыном по происхождению.
В 1846 году он был назначен настоятелем Монастыря Крушедол в сане архимандрита и в этой должности оставался до 1853 года.

### Епископ Арадский в Карловацкой патриархии
После смерти епископа Арадского Герасима (Раца) была поставлена проблема назначения нового епископа в Арад, что побудило патриарха Карловацкого Иосифа (Раячича) временно назвать архимандрита Патрикия (Попеску) «епархиальным администратором». Патриарх Карловацкий хотел видеть на данной кафедре епископа, который, несмотря на то, что он был среди румын, был бы верен интересам Карловацкой патриархии, потому что в Трансильвании епископ Андрей (Шагуна) начал интенсивную деятельность по продвижению румынской культуры и стремился отделиться сербской иерархии, что вызвало недовольство последней. 23 ноября 1853 года патриарх Карловацкий Иосиф (Раячич) объявляет «духовенству и народу Арадской епархии о том, что Синод избрал архимандрита монастыря Крушедол, Прокопия Ивачковича, в качестве епископа Арадского». В документе также говорится, что избрание было утверждено императором.2 (14) января 1854 в соборной церкви Святого Иоанна в Араде состоялась его епископская хиротония.
Однако надежды руководства Карловацкой патриархии, что епископ Прокопий будет проводником их интересов, не оправдались. В качестве епископа Арадского поддерживал контакты с епископом Трансильванским Андреем (Шагуной). В течение двух десятилетий, когда он был епископом Арадским, Прокопий (Ивачкович) поддержал развитие румынской культуры, образования и способствовал распространению книг на румынском языке. Среди первых мер, предпринятых новым епископом Прокопием на новом посту, была рекомендация приходским священникам подписаться на румынскоязыные периодические издания в Трансильвании: «Telegraful român», «Gazeta de Transilvania» и «Foaie pentru minte», потому что Арадская епархия зависела от Патриархии в Карловице и не могла иметь «официальный лист». Епископ Прокопий считал необходимым, чтобы священники читали газеты в Трансильвании, чтобы быть более информированными и информировать в свою очередь народ. Также уточняется «что в этих газетах представлены „самые важные события на родине и за её пределами, <…> главные интересы нации и представляющие саму нацию в её культуре“». Епископ рекомендует своим священникам газеты в Трансильвании, потому что они «могут пробудить вкус к чтению», став «духовной пищей» и могут способствовать просвещению румын, а также улучшению материального состояния, так как содержат важную информацию о сельском хозяйстве. Также епископ Прокопий проинформировал духовенство своей епархии о книгах, которые печатались в епископской типографии в Сибиу после того, как епископ Шагуна получил одобрение от Карловацкой митрополии печатать книги на румынском языке для духовенства и православных церквей в Трансильвании. В письме от 19 февраля 1854 года епископ Прокопий сообщил Андрею (Шагуне), что в январе и 13 февраля были доставлены 13 экземпляров. В письме также говорится, что один из 13 экземпляров был уничтожен, и епископ просит отправить ещё один. В письме от 24 сентября 1854 года, которое епископ Прокопий отправил в Сибиу, говорится, что девять приходов запросили напечатанную в Сибиу книгу «Cuvântări bisericeşti».
Важным шагом на пути к отделению от сербской иерархии было реорганизация образования. Среди сотрудников епископа были такие учителя, как Атанасие Шандор, Александру Гавра, Мирон Роману, Димитрий Константини или Георгиу Попа. Епископ поддержал и работу преподавателей Арадского подготовительного училища, находившегося сложной в материальной и финансовой ситуации. В июле 1857 года книги Константини были отправлены протопопам в соответствии с просьбой каждого, но в феврале 1858 года большинство протопопов не заплатили им, что побудило автора попросить епископа сделать внушение своим протопопиям. Константини характеризует епископа как «известного и собирающего национальную культуру и литературу». Епископ Прокопий поддержал деятельность арадских учителей в богословско-педагогическом институте, с которым сотрудничал. В 1857 году он назначил Мирона Роману профессором теологического института, а с 1861 года он стал ординарным профессором.
Одним из важнейших деяний епископа Прокопия на Арадской кафедре стала постройка нововго кафедрального собора Иоанна Крестителя в Араде. В 1855 году местные власти потребовали сноса собора, который сильно пострадал во время революции. В 1856 году епископ Прокопий направляет циркуляр, в котором объявляет, что в 1857 году старый собор будет снесён, на его месте будет возведен другой, который будет соответствовать «местным нуждам и достоинству архиерейского престола», в связи с чем он объявил о сборе средств в епархии для строительства нового собора и показывает, что «ожидается, что каждый верующий, сын епархии, пожертвует часть своего состояния на строительство и благоустройство соборного храма». Епископ Прокопий хотел, чтобы новый собор был больше и изящнее старого, и призвал румынских интеллектуалов, участвующих в политической жизни, пожертвовать деньги для возведения собора. В 1862 году епископ купил землю, где должен был быть возведен собор, и начались работы. В 1865 году большая часть работ была закончена. В сентябре 1865 года в соборе состоялась особая служба, за которой епископ Прокопий был также назначен епископом некоторых территорий Баната. В последующие годы продолжались работы по украшению собора. В 1870 году епископ Прокопий обращает внимание и показывает, что по желанию жителей Арада на него была возложена задача возвести новое здание и поблагодарить всех, кто способствовал возведению нового собора, за то, иначе было бы невозможно возвести величественный собор, достойный Арадской епископии, с его башнями, видимыми с большого расстояния.
Организовал «Национальную ассоциацию Арада за культуру румынского народа» (ASTRA). Это была одна из старейших и наиболее важных румынских объединений в Трансильвании, это была работа Православной Церкви, представленной епископом Прокопием и профессорами богословского института, к которым присоединились те, кто работал в «Preparandia», а также важные политические деятели, такие как Георге Попа де Тейуш, Антоние Мокиони, Виченциу Бабеш, Йоан Попович Десяну, личности, признанные в кругах Вены и Будапешта. По императорской резолюции 17 сентября 1862 года Венский суд принимает создание Астры в Ареде. Общество начало свою деятельность 30 апреля (12 мая по новому стилю), когда было организовано общее собрание, открытое епископом Прокопием, где был представлен статус и избран руководство, при это в председателем был избран епископом Арадский. После торжественного заседания были зарегистрированы 810 членов, большинство из которых были священниками и учителями. В 1868 году епископ Прокопий указал священникам на важную роль общества и попросил их показать народу «полезную цель и величие общества, а также обязанность внести финансовый вклад в фонд общества». Впоследствии он был почётным председателем данного объединения.

### Епископ Арадский в Трансильванской митрополии
Епископ Прокопий также принял непосредственное участие в вопросе разделения с сербской иерархией. В феврале 1862 года епископы Прокопий и Антей (Шагуна) представили императору заявление о возрождении православной митрополии для румын в Трансильвании. В 1863 году румыны из Баната отправляют императору меморандум, в котором они требуют политических прав. В документе напоминается, что лидерами румын Баната являются два епископа, Прокопий Арадский и униатский епископ Лугожский Александр Дробра, которые «отличились самыми яркими политическими, патриотическими и национальными добродетелями». 12 декабря 1864 года православные епархии в Трансильвании вышли из подчинения Карловацкой патриархии и составили автокефальную Трансильваскую митрополию, которую возглавил Андрей (Шагуна) в сане архиепископа Германнштадского и митрополита Трансильванского. В феврале 1865 года Банатские интеллектуалы, такие как Вичециу Бабеш, Андрей Мочиони посылают императору меморандум, в котором приветствуют расставание с сербской иерархией и требуют, чтобы православные румыны из Тимишоары были организованы в епархию, которая вошла бы в подчинение епископа Прокопия. В результате иерархического разделения позиция епископа Арадского укрепилась: под его юрисдикцией вошли и территории Баната. В сентябре 1865 года Прокопий стал епископом некоторых банатских территорий. В выступлении епископа 5/17 сентября в новом кафедральном соборе говорится, что опубликована императорская грамота о переходе под его юрисдикцию на некоторые территории Баната. С появлением национальной митрополии, как он считал, были предприняты важные шаги для того, чтобы румынская нация достигла «нормального процветающего состояния для школьных и фундаментальных церковных дел, желала стать равноправной со своими единоверцами в иерархических и церковно-административных вопросах».
После отделения от сербской иерархии епископ Прокопий участвовал в процессе реорганизации церкви и школ, способствуя распространению в своей епархии важных исторических книг, посвящённых прошлому румын и подчёркивали единство всех румын. В циркуляре от 20 июня 1866 года епископ объявляет духовенство в Арадской епархии о появлении работы «Политическая и национальная церковная история» (Istoria bisericească politică-naţională), написанной Николаем Тинку Велиа, священником в Секаше. Работа расценивалась епископом Прокопием как ценная книга и рекомендовалась священникам, учителям и книжникам. Епископ Прокопил описывал эту публикацию как «живую школу политико-церковных событий нашего народа». В циркуляре от 27 сентября 1867 года епископ доводит до сведения священников, которым занимаются пастырством, решение Синода Архиепископии от 16 августа 1865 года, где говорилось, что после отделения от сербской иерархии в народных школах в Арадской епархии вводятся «школьные книги, напечатанные Сибиуской архиепископией, которые создаются мужами нашей Церкви». В письме от 28 мая 1868 года, отправленном митрополитом Андреем (Шагуной), говорится, что он напечатал «Каноническое право» (Drept canonic) для духовенства и верного народа. Митрополит требует от епископа рекомендовать книгу «духовенству и книжнижным людям епархии», показывая, что в церковной жизни отсутствует такая книга. Книги, напечатанные Андреем (Шагуной), были представлены духовенству епископом Прокопием, который сделал возможным их распространение в Арадской епархии. Во многих деревнях Арадской епрхии были книги, такие как «Минея», книги проповедей, История Православной Церкви и Евангелие 1859 года, где во введении говорится, что они были напечатан во дни «Великого императора Австрии Франца Иосифа I и по благословению Его Высокопреосвященства Андрея, барона де Шагуны». Через циркуляр от 7 декабря 1872 года, отправленный школьным инспекторам Арадской епархии епископ Прокопий объявил, что митрополит Андрей (Шагуна) опубликовал новую книгу «Studiul pastoral», которая была напечатана в Архиепископской типографии в Сибиу в 1872 году. Епископ Прокопий считал, что «труд имеет литературную и практическую ценность» и рекомендует его священникам.
Епископ Прокопий поддержал «Preparandia» и богословский институт, а также народные школы, потому что они стали учреждениями, которые продвигали ценности румынской культуры, когда правительство в Будапеште начало политику венгеризации. Епископ Прокопий предложил учителям «создать при педагогическом институте и практическую школу конфессионального характера», но из-за финансовых и материальных проблем, с которыми столкнулась Preparandia, предложение епископа было отложено.
Епископ Прокопий принял важные меры по реорганизации народных школ на основе «церковного органического статута». В циркуляре 2 ноября 1872 года, подписанном епископом и отправленном школьным инспекторам, отмечается, что согласно пункту «временная организация Национального конфессионального образования в Румынской православной митрополии» школьный Сенат обязан назначить директоров школ, а там, где в школах нет местных руководителей, епископ должен предложить одного из «мужчин, которые любят образование и имеют влияние в коммуне». Директор школы должен заботиться в эпитропии о зарплате преподавателей, школьных принадлежностях, учебниках, партах, стульях, скамьи и школьном здании и о том, как учителями занимались занятия. Предлагалось, чтобы директора школ, которые выделялись в течение учебного года, были включены в официальную газету епархии, которая называлась «Lumina». Епископ указывает, что родители обязаны отправлять детей в школу от 6 до 12 лет, а те, кто в возрасте от 12 до 15 лет, должны быть отправлены в репетиционную школу (şcoala de repetiţie). Епископ Прокопий был недоволен тем, что родители не выполняют это обязательство и объявляют, что консистория издала новую инструкцию, требующую от родителей соблюдать свои обязательства, а учителя будут обязаны вести учёт детей, посещающих школу посредством еженедельных отчетов, которые в конце каждой недели будут отправлены директору школы. Он будет порицать таких родителей, и если результат не будет достигнут, он может потребовать от приходского комитета наказать родителей, и родители могут быть оштрафованы. В конце каждого месяца учитель сообщал, сколько детей посещает школу среди учащихся.
После отделения от сербской иерархии и организации школы и церкви были созданы благоприятные условия для появления официального издания епархии. Не хватало газеты, через которую епископ мог бы информировать священников и учителей о произведенных изменениях и организации церкви на основе органического статута. К этому добавляется политика Венгеризации, которая проводилась через школу. В этих условиях появление периодического издания на румынском языке сыграло важную роль в Арадской епархии и способствовало развитию национального сознания и чувства национального единства, когда политика венгриализации становилась всё более интенсивной. В 1869 году появляется «Speranţia» как издание профессоров богословского института при поддержке епархии. Оно рассматривалось как «издание, благодаря которому молодёжь приобрела заслуги в церковной истории» и ставило своей целью «способствовать расширению национальной культуры и продвижению интересов Церкви». Циркуляр митрополита Андрея (Шагуны) от 1 декабря 1871 года, направленный протоиереям митрополии, информировал, что в Араде появляется «литературно-церковная газета Speranţia», в которой представлены различные сведения и которые могут быть изучены священниками. Митрополит рекомендует эту «церковный листок» всему духовенству, а также «нашим учёным и учителям выписывать его». Вслед за епархиальным Синодом в апреле 1871 года были даны положения о появлении церковного листа «Lumina» («свет») в качестве официального печатного органа епархии. Было показано, что цель «пробуждения, ориентирования и наставления церковной общественности» и построения наших христиан интеллектуально и нравственно требовала, чтобы каждый священник, благочинный и учитель стал читателем «листка», а румынские учёные, «любящие божественный свет» стали теми, кто поддерживает появление периодического издания, чтобы оно могло принести пользу епархии.

### Митрополит Трансильванский
28 июня 1873 года скончался митрополит Андрей (Шагуна). 7 сентября 1873 года в Сибиу собрался Национальный церковный конгресс, и епископ Прокопий (Ивачкович) был избран новым митрополитом Трансильванским, став первым архиереем избранным в соответствии с новым органическим статутом. Он набрал 78 из 108 голосов; Попасу, занявший второе место, получил 20. 28 августа (9 сентября) 1873 было объявлено об избрании епископа Прокопия митрополитом. Уточняется также, что Прокопий (Ивачкович) вместе с Андреем (Шагуной) стали свидетелями «всех страданий нашей румынской иерархии» и обязан прекратить отделение от сербской иерархии. Назначение Прокопия было одобрено Министерством культов Будапешта, а новоизбранный митрополит отправился в Вену, чтобы принести присягу перед императором. 10 сентября митрополит Прокопий был приведён к присяге, а 12 сентября стал личным советником Франца-Иосифа в силу своей должности. В Указе от 17 сентября отмечалось, что «по предложению венгерского Министерства культов епископ Прокопий был избран митрополитом с учётом постановления румынского Конгресса».
В последующие годы игумен Иосиф (Голдиш) утверждал, что его избрание было устроено Бабешем, его арадским ставленником. Согласно другим источникам, Прокопий стал митрополитом случайно, просто потому, что был самым старым кандидатом: современники описывали его как «бессильного старика». Про-венгерская партия в Синоде приняли принцип старшинства, потому что это открыло дорогу их кандидату, Мирону (Романулу), который был вторым по старшинству среди епископов. Собственный протеже Мирона (Романула), Славич, даёт противоположную интерпретацию. Он утверждает, что несколько про- и анти-венгерских фракций объединились, чтобы помешать избранию епископа Мирона, и выдвинули Прокопия (Ивачковича) в качестве безопасного для них кандидата.
По принесении присяги, митрополит Прокопий вернулся в Сибиу, где его ждала большая толпа, а Иоанн (Мецяну) выступил от имени Национального церковного конгресса. 16/28 сентября митрополит направляет циркуляр в Арадскую епархию, в котором объявляет, что он избран митрополитом и прощается с паствой, которую он пас два десятилетия. В своей интронизационной речи митрополит Прокопий отметил, что до сих пор он пас небольшое стадо, но теперь он призван на митрополичий престол и имеет трудную задачу «пасти народ, который сейчас находится в начале новой эры». В этих условиях епископский престол в Араде стал вакантным, и 12 (24) ноября 1873 года на заседании Епархиального синода Мирон (Романул) был избран епископом Арадским.
Служа в Сибиу, был вовлечен в споры вокруг Буковинской митрополии, расположенной в Цислейтании и населённой румынами, украинцами и русинами. В декабре 1873 года Феофил (Бенделла), претендовавший на должность епископа Буковинского и желавший соединить её с Трансильванской митрополией, заявил, что Прокопий (Ивачкович) поддерживает его. В апреле 1874 года в Сибиу Ивачкович и Попасу вместе хиротонисали Феофила (Бенделлу) в сан епископа.

### Патриарх Карловацкий
Между тем Карловацкая патриаршая кафедра не была замещена с 1870 года, когда умер Патриарх Самуил (Мишаревич). 29 июня (11 июля) 1874 года на церковно-народном собрании Карловацкой патриархии состоялись выборы нового патриарха, по результатом которых епископ Арсений (Стойкович) набрал большинство голосов, обойдя епископа Никанора (Груича), но правительство не захотело его утверждать. Имя Прокопия (Ивачковича) было впервые упомянуто в качестве компромиссного решения Йованом Суботичем. На повторных выборах 19/31 июля 1874 года за него проголоовали 56 делегатов, в то время как Никанор (Груич) получил 9 голосов, в а Емилиан (Кенгелац) — 8. Митрополит Прокопий согласился и не встретил «ни малейшего возражения со стороны венгерского кабинета», который «не имел другого способа выйти из тупика». Мария Александра Пантя также видела в этом избрании попытку Сербской церкви восстановить единство православного мира в империи и навязать свое превосходство Трансильванской митрополии, о чём свидетельствовал сам Прокопий, который был титулован как «патриарх, архиепископ и митрополит». Избранный патриарх Прокопий заверил венгерскую сторону, что он также не будет удерживать Сибиускую кафедру. Он переехал в Сремски-Карловци, где был утверждён 19 июля, и 13 августа объявил, что кафедра в Сибиу вакантна. В циркуляре от 20 августа того же года, разосланном епископом Мироном (Романулом) по Арадской епархии, отмечается, что на сербском национальном съезде 19/31 июля митрополит Прокопий был избран Патриархом, достоинство которого он занимал с 6 августа 1874 года, когда он отказался от должности митрополита Трансильванского. В своём заявлении Патриарх Прокопий в том числе отметил:

Я был ошеломлен столь мощными обстоятельствами, что мне не оставалось ничего другого, как подчиниться и уйти в отставку, будучи глубоко убежден, что это делается на благо нашей Святой Церкви. И вот, дорогие мои, я, хотя и с тяжёлым сердцем от горя и полностью сознавая свою самую серьёзную ответственность, вынужден был расстаться с вами, отказаться от своего архиерейского поприща среди моего самого любимого румынского народа, которому в течение 21 года я посвящал все свои скромные силы и заботы. Я расстался с тобой, я покинул тебя — но, конечно, только телесно; мой дух — он всегда будет с Вами, я всегда буду следовать за Вами с любовью и всеми моими заботами, как того требуют узы церкви и искреннее и близкое общение прошлого.
Оригинальный текст (рум.)navalirea cu atât'a potere a tuturoru imprejuràriloru asupr'a mea, nu-mi lasá alta alegere, de càtu — o supunere cu resignatiune, in cea mai deplina buna-credintia, cà este spre binele santei nóstre biserice. Asia a fostu, pré iubitii mei, cà eu, desi cu inim'a plina de dorere si in consciintia celei mai grele responsabilitàti, a trebuitu sè me despartu de Voi, sè parasescu acelu terenu alu archipastoriei la pré-iubitulu meu poporu romanu, carui intr'unu cursu de 21 de ani tóte modestele mele poteri si ingrigiri au fostu devotate. M'am despartitu, V'am parasitu, — dar totusi numai corporalminte; spiritulu meu — pururiá va fi cu Voi, pururiá Ve voiu petrece cu iubire si cu tóta solicitudinea, ce mi-o impune legatur'a bisericesca si comuniunea sincera si intima a trecutului.

Некоторые румынские комментаторы рассматривают переезд Прокопия (Ивачковича) в Сремски-Карловци как образец православного сотрудничества. Историк Теодор Пэкэцян назвал это «похвальным» жестом. Газета Андрея Мокиони «Albina» также благосклонно прокомментировала ситуацию, отметив, что сербский Синод продемонстрировал своё «доверие румынов», а также «склонность к церковной солидарности». С другой стороны отказ Прокопия (Ивачковича) от Трансильванской митрополии воспринималось многими другими румынскими интеллектуалами как предательство. Румыны почувствовали себя преданными, особенно потому, что отделение Трансильванкой митрополии от сербской иерархии не закончилось и считалось «недостойным актом». Патриарха Прокопия упрекали в том, что если бы он любил румынский народ, он бы не оставил его. Издание «Gura Satului» опубликовала текстом, который, как было заявлено, отражал реальные чувства румынских прихожан. Критикуя выбор Ивачковича и отмечая, что он был двурушником, эта статья также провозглашала: «Мы нисколько не сожалеем о потере такого иерарха, но, напротив, мы радуемся, что отбросили человека прошлого и противника румынской культуры». По словам Славича, этот инцидент стал невольным благом для румынских националистов, закрепив верховенство румынского языка и культуры в своей юрисдикции. Точно так же Руссу-Ширяну утверждал, что уход Прокопия (Ивачковича) был «удачей», избавив румынскую церковь от того, «кто не мог служить на румынском языке, кто не понимал нашего прошлого и наших чаяний; не говоря уже о том, чтобы встать на защиту этих наших чаяний».
Как и Стойкович, Патриарх Прокопий проявил симпатию к либеральному течению среди сербов. Принимая возвращение в лоно церкви, он, вероятно, имел в виду дружественное воссоединение церкви под руководством Карловацкой патриархии, но его также поддерживали сербские националисты. Конфликт последнего с венгерским премьер-министром Кальманом Тисой был только усилен великим восточным кризисом, который возродил этнические устремления в бывших карловацких приходах. Сербская Карловацкая церковь оставалась под пристальным наблюдением венгерских чиновников, особенно после ареста Милетича в 1876 году; её Синод не имел возможности собираться в 1876—1878 годах. Администрация Тисы нашла поддержку у племянника Патриарха, Дьёрдя, который служил главой комитата Караш-Северин. Там он вступил в затяжные конфликты с семьёй Мокиони и Румынской национальной партией, будучи осуждён как «тиран» и «орудие правительства». В конце концов, получив выговор от своего начальства , он умер в 1878 году, будучи депутатом Венгерского парламента.
В последние месяцы правления патриарха Прокопия, Карловацкая патриархия была втянута в спор об иерархическом включении православных приходов Боснии и Герцеговине, оккупированных Австро-Венгрией. Решая данный вопрос, Тиса обращался за советом к Прокопию.

### Отставка и смерть
Патриарх Прокопий отошёл от дел в мае 1879 года, когда епископ Герман (Анджелич) фактически взял на себя управление Карловацкой патриархией. 11 декабря 1879 года, вскоре после последней поездки в Пешт, Патриарх Прокопий официально вышел в отставку, сославшись на болезнь. Однако, по разным данным, к этому его подтолкнуло венгерское правительство. По словам Пэцэцяна, министр образования Агоштон Трефорт вступил в сговор с Германом (Анджеличем) и угрожал арестовать патриарха Прокопия, в конце концов вынудил его подписать бланк с отставкой. Обстоятельства этого акта вызвали возмущение среди Банатских сербов и других сербов Венгрии. Последователи Милетича расценили это шаг как попытку Тисы вернуть Карловцы под контроль консерваторов. Они отметили, в частности, что Патриарх Прокопий не упоминал о своих намерениях перед отъездом в Пешт, и были особенно возмущены его заменой на Герман (Анджелича), «рассматриваемого как воплощение проправительственной клерикальной политики». Сербский депутат Венгерского парламента Миклош Максимович потребовал, чтобы Тиса ответил на конкретные вопросы о случившемся.
До конца 1879 года венгерские власти предоставили Прокопию (Ивачковичу) пенсию в размере 24 000 форинтов. В начале 1880 года он пожертвовал сербскому народу весь доход, собранный в его патриарших поместьях. Он удалился в город Даль, располагавшийся в королевство Хорватия-Славония, затем переехал в Белу-Цркву, где и умер 11 мая 1881 года. За всё это время новый Патриарх так и не был избран. Его тело почившего патриарха было доставлено по железной дороге в Сокол, а затем на пароходе в Сремски-Карловцы, где в конце концов было похоронено в Карловцаком соборе. Один из его братьев, известный как Матеа Ивачичич, продолжал жить в Белой Церкви и умер там в декабре 1885 года.